# Santa Brigida (Řím)
Santa Brigida je římský kostel v městské části (rione) Regola, na náměstí Farnese. Santa Brigida je švédským národním kostelem.

## Budova
Stavba je jednolodní, se stropem vyzdobeným freskami od Biaga Pucciniho.

## Historie
Kostel je zasvěcen švédské princezně. Na tomto místě stával dům, kde Brigita žila a roku 1373 zemřela a kde byl zřízen špitál pro její krajany. Budova byl postavena v 15. století, kdy Bonifác IX. Brigitu kanonizoval, a upravována roku 1513. S příchodem luteránství byl kostel opuštěn a obnoven až za Pavla III.
V 18. století byl kompletně zrekonstruován.